# Zimandu Nou
Zimandu Nou (en hongrois : Zimándújfalu, en allemand : Neusimand) est une commune du județ d'Arad, Roumanie qui compte 4 657 habitants.
La commune est composée de 3 villages : Andrei Șaguna, Zimandcuz et Zimandu Nou.

## Culture
D'après le recensement de 2011, la commune compte 4 657 habitants, en augmentation par rapport au recensement de 2002 où elle en comptait 4 489.